# Racine-Nunatak
Der Racine-Nunatak ist ein 960 m hoher Nunatak im westantarktischen Marie-Byrd-Land. Er ragt 5 km westlich des unteren Abschnitts des Reedy-Gletschers und 11 km ostsüdöstlich der Berry Peaks auf.
Der United States Geological Survey kartierte ihn anhand eigener Vermessungen und mittels Luftaufnahmen der United States Navy aus den Jahren zwischen 1960 und 1963. Das Advisory Committee on Antarctic Names benannte ihn 1967 nach Edward J. Racine (1946–2013) von der United States Coast Guard, Besatzungsmitglied auf dem Eisbrecher USCGC Eastwind bei der Operation Deep Freeze des Jahres 1967.